# Aila
La playa de Aila está situada en el municipio de Laredo, en la Comunidad Autónoma de Cantabria, España.